# Prins John av Storbritannien
Prins John (John Charles Francis), född 12 juli 1905 i Norfolk, död där 18 januari 1919, var en brittisk prins och yngste son till kung Georg V och drottning Mary. Prinsen hade epilepsi och hölls i stor omfattning undan från allmänheten.

## Tidiga år
Prins John föddes vid York Cottage, vid Sandringham Estate, Norfolk, England. Hans far var prins Georg av Wales (senare kung Georg V av Storbritannien), äldste då levande son till kung Edward VII och drottning Alexandra. Hans mor var prinsessan Mary av Wales (senare drottning Mary), äldsta levande dotter till hertigen och hertiginnan av Teck. Vid tiden för hans födelse var han sexa i den brittiska tronföljdsordningen.
Prinsen döptes 3 augusti 1905 i Saint Mary Magdalene Church i Sandringham. Hans gudföräldrar var kungen av Portugal hertigen och hertiginnan av Sparta (hans kusiner), prins Carl av Danmark (hans kusin), prinsessan Alexander av Teck (hans kusin), prins Johann av Schleswig-Holstein-Sonderburg-Glücksburg (hans farmors bror) och hertigen av Fife (hans farbror). Fyra av de fem gudfäderna (exklusive hertigen av Sparta) representerades av prinsens far, prinsen av Wales, medan hans faster prinsessan Victoria fick representera gudmödrarna.
Prins John fick sitt första epileptiska anfall som fyraåring. Han var inte närvarande vid faderns kröning 1911.

## Wood Farm
När hans läge försämrades flyttade han till ett eget hushåll vid  Wood Farm vid Sandringham Estate, med kokerska, inneboende hembiträde och barnflickan Charlotte Bill (i familjen känd som 'Lalla').  Thomas Haverly, en kusk från Windsor Castle, tog med sig prinsen ut på landsbygden och till sjön, och till det stora huset i Sandringham där övriga familjemedlemmar bodde. Hans privatlärare var Henry Peter Hansell (1863–1935).
Bland Johns leksaker vid Wood Farm fanns en trampbil och ett tåg; fotografier visade honom cyklande och ridande på häst utan hjälp.  En bit av trädgården kallades Prins Johns trädgård, där vaktmästare hjälpte honom.
Han hade en kamrat vid namn Winifred Thomas, en jämnårig flicka från Yorkshire vars astma gjorde att hon skickades ut till landbygden för att bo med sin farbror, som var stallmästare vid  Sandringham.
Winifred blev kamrat med John och uppmuntrades till att besöka prinsen nästan varje dag.
Winifred och John promenerade tillsammans och hjälpte till i trädgårdssköteln tillsammans. Då John var sjuk satt Winifred bredvid och Lalla läste för dem.
På senare år talade Winifred om att hon minns Johns spänning över att se första världskrigets zeppelinare passera över Sandringham 1916, hans glädje över att få träffa 'en riktig, levande soldat', hennes far sergeant Frederick Thomas, som kom på besök samma år och en cykeltävling mellan prins John och hans kusin prins Olav av Norge (senare kung Olav V av Norge).
Det sades att John ofta var ensam vid Wood Farm, men Winifred minns drottning Mary som en person som tillbringade mycket tid med sin son.

## Död

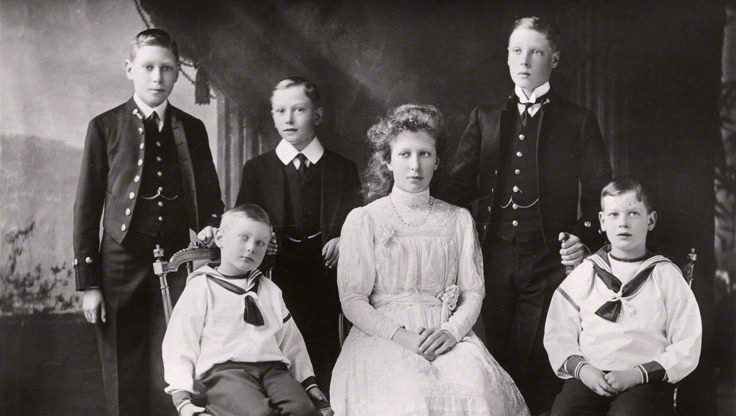
Kungabarnen i juni 1912. Stående: Prinsarna Albert, Henry och Edward; Sittande: Prins John, prinsessan Mary, prins George

Efter att John fyllt 13 år försämrades han, ändå kom hans död oväntat, tidigt på dygnet den 18 januari 1919. Drottningen skrev i sin dagbok:
"Lalla Bill ringde från Wood Farm, Wolferton, om att vår älskade Johnnie hastigt avlidit efter ett anfall. Nyheten kom som en stor chock för mig, men för den lille pojkens rastlösa själ kom dödsfallet som en stor befrielse. Jag berättade om nyheten för George och vi bilade ner till Wood Farm. Vi hittade stackars Lalla, som var hjärtekrossad. Lille Johnnie såg väldigt fridfull ut då han låg där… För honom var det en stor befrielse då hans sjukdom blivit värre sedan han blev äldre, och han har besparats mycket lidande. Jag kan inte förklara hur stor tacksamhet vi känner mot Gud för att ha kallat hem honom på ett så fridfullt sätt, han bara sov tyst… ingen smärta, ingen kamp, bara frid för den stackars lilla själen, vilken varit en stor oro för oss i många år ända sedan han var fyra år."
Efter prins Johns begravning den 21 januari 1919 i Sandringham Church (Church of Saint Mary Magdalene) skrev drottningen: "Tisdag, 21 januari. Canon Dalton & Dr Brownhill kom på begravningen, som var väldigt ledsam och rörande. Många av vårt eget folk och byborna var närvarande. Vi tackade alla anställda hos Johnnie, som varit så snälla och trogna honom."   Några dagar senare tillade hon, "Saknar det kära barnet väldigt mycket."
Drottningen gav flera av Johns böcker, med inskriften, Till minne av vår älskade lilla prins.

## Titlar
- Hans kungliga höghet Prins John av Wales (12 juli 1905 – 6 maj 1910)
- Hans kungliga höghet Prins John (6 maj 1910 – 18 januari 1919)

## Eftervärlden
Namnet John har blivit förknippat med otur i Storbritanniens kungliga familj, och användandet har undvikits sedan prinsens död. Den negativa historiska synen på en annan engelsk kunglighet med samma namn — John av England (regerade 1199–1216) — anses också ha bidragit till namnets dåliga rykte.
Enligt en artikel 2008 i Daily Mail, 'Prins John skrevs även ut ur familjehistorien. I minst ett släktträd från Huset Windsor, var hans namn borttaget.'
Johns liv behandlades i tvådelars-drama-TV-serien The Lost Prince, samt Channel 4-dokumentären Prins John: The Windsors' Tragic Secret.

### Fotnoter
1. ↑  ”Yvonne's Royalty Home Page — Royal Christenings”. Arkiverad från originalet den 27 augusti 2011. https://www.webcitation.org/61Fn0l7vK?url=http://users.uniserve.com/~canyon/christenings.htm#Christenings#Christenings. Läst 3 april 2012.
2. ↑  ”Ask SAM: Straight Answers”. Winston-Salem Journal. 30 augusti 2011. Arkiverad från originalet den 26 april 2013. https://archive.is/20130426195509/http://www2.journalnow.com/lifestyles/2011/aug/30/wsmain02-ask-sam-straight-answers-ar-1342374/. Läst 30 augusti 2011.
3. ↑  Prins John: The Windsors' Tragic Secret from Channel4.com